# Светлоголовый бамбуковый дятел
Светлоголовый бамбуковый дятел (лат. Gecinulus grantia) —  вид птиц рода бамбуковых дятлов семейства дятловых. Распространены в Азии. Естественной средой обитания являются субтропические и тропические сухие или влажные низинные леса.

## Описание
Длина тела около 25—27 см, что делает светлоголового бамбукового дятла немного крупнее большого пестрого дятла. Информация о массе тела пока недоступна. Половой диморфизм в окраске не выражен, но наблюдаются существенные вариации в разных частях ареала. Спина и мантия тёмно-бордового или каштанового цвета. Бледно-золотистая, желтовато-коричневая или зелёная голова и шея. Крылья в основном рыжие или коричневатые, охристые или розоватые. Нижняя часть тела тёмная, коричневато-оливкового цвета. Хвост тёмно-коричневый, по краям рыжеватый. Радужная оболочка красноватая. Клюв голубоватый или желтоватый, часто с зелёным основанием. Оливковые ноги с тремя пальцами.

## Биология
Обычно обитает в нижних ярусах на стволах небольших деревьев и особенно на большом бамбуке, редко в кронах деревьев, на мертвой древесине или на земле. Рацион состоит в основном из муравьев, личинок жуков и других насекомых. Чаще всего встречаются парами или небольшими семейными группами. Сезон размножения длится с марта по май. Дупла делаются на высоте 1-6 м в мертвом дереве или пне, кладка обычно состоит из трех яиц.

## Подвиды
Выделяют три подвида:
- Gecinulus grantia grantia (Horsfield, 1840) — Непал, Индия, и Мьянма
- Gecinulus grantia viridanus — Китай
- Gecinulus grantia indochinensis — Китай, Мьянма, Лаос и Вьетнам